# Holländische Zeitung
Die Holländische Zeitung erschien in Amsterdam von 1785 bis 1787/1788 als eine der ersten deutschsprachigen Zeitungen in den Niederlanden.

## Geschichte
Seit Januar 1785 erschien die Holländische Zeitung durch Joan Hendrik Swildens (1745–1809). Dieser wollte während des Aufstandes der Patriotten gegen die Oranier-Statthalterschaft vermittelnd wirken und bei den Deutschen Verständnis für die Situation in Holland schaffen.
Er schrieb die meisten Artikel selber, die dann von dem lutherischen Prediger Mutzenbecher ins Deutsche übersetzt wurden. 
Die Holländische Zeitung erschien zweimal wöchentlich, dienstags und freitags.
J. H. Swildens wurde von den Aufständischen   und deren Zeitungen wegen seiner vermittelnden Positionen scharf angegriffen. 
Nach dem preußischen Einmarsch 1787 und der Wiederherstellung der Oranier-Herrschaft gab er 1788 noch die Holländische Hochdeutsche Zeitung  heraus, die ebenfalls zweimal wöchentlich erschien.